# ون أوتس
ون أوتس (باليابانية: ワンナウツ، بالروماجي: Wannautsu) هي سلسلة مانغا يابانية من تأليف شينوبو كايتاني، نشرت من 1998 إلى 2006، في مجلة بزنز جمب ‏، وتكونت من 20 مجلدًا، اقتبست إلى أنمي تلفزيوني من قبل استوديو مادهاوس، عرض الأنمي في
7 أكتوبر عام 2008 حتى 31 مارس عام 2009، على تلفزيون نيبون، وتكون من 25 حلقة.

## القصة
تدور أحداث القصة عن سايتاما ليكاونز هو أضعف فريق في الدوري الياباني. يشكل هيروميتشي كوجيما نجم فرقة ليكاونز، معسكرًا للتدريب في أوكيناوا لمحاولة محاولته الأخيرة في بطولة بعد 21 عامًا. عندما يصاب الرامي الذي يتدرب معه هيروميتشي كوجيما بجروح، يذهب هو والمدرب للبحث عن بديل، لكنهما يواجهان مشكلة من خلال المشاركة في لعبة ون أوتس، وهي لعبة يلعبها الجيش الأمريكي وتعتمد على المقامرة على من سيفوز بين الرامي والضارب وكان توكشي تووا من أمهر اللاعبين حيث أنه لم يهزم في مباراة واستطاع التغلب على هيروميتشي كوجيما ثم التقيا مجددا بنفس اللعبة ولكن هذه المرة خسر توكشي تووا بطريقة غريبة، فأخذه هيروميتشي كوجيما وضمه إلى الفريق.

## الشخصيات

### الشخصيات الرئيسية
تووا تاكوتشي (باليابانية: 渡久地 東亜، بالروماجي: Tokuchi Tōa)
مؤدي الصوت: ماساتو هاجيوارا
هيروميتشي كوجيما (باليابانية: 児島 弘道، بالروماجي: Kojima Hiromichi)
مؤدي الصوت: تسوتومو إيسوبي
ساتوشي إيديغوتشي' (باليابانية: 出口 智志، بالروماجي: Ideguchi Satoshi)
مؤدي الصوت: كابي ياماغوتشي
تسونيو سايكاوا (باليابانية: 彩川 恒雄، بالروماجي: Saikawa Tsuneo)
مؤدي الصوت: كينجي أوتسومي

### شخصيات أخرى
يوزابورو ميهارا (باليابانية: 三原 雄三郎، بالروماجي: Mihara Yūzaburō)
مؤدي الصوت: شوزو إيزوكا
جونيتشي كاواناكا (باليابانية: 河中 純一، بالروماجي: Kawanaka Jun'ichi)
مؤدي الصوت: تاكوما تيراشيما
إيتسكي تاكامي (باليابانية: 高見 樹، بالروماجي: Takami Itsuki)
مؤدي الصوت: ماسايا ماتسكازي

## وصلات خارجية
- موقع الأنمي الرسمي (باليابانية)
- ون أوتس على موقع ANN manga (الإنجليزية)